# جيوفري آدامز
جيوفري آدامز (24 مايو 1909 في المملكة المتحدة - 10 فبراير 1998 في أستراليا) (بالإنجليزية: Geoffrey Adams) هو لاعب كريكت بريطاني (وحمل سابقاً جنسية المملكة المتحدة لبريطانيا العظمى وأيرلندا). لعب مع نادي مقاطعة هامبشاير للكريكت ‏.

## وصلات خارجية
- جيوفري آدامز على موقع إي آس بي آن كريك إنفو (الإنجليزية)